# Medvedica
Medvedica este o localitate din comuna Grosuplje, Slovenia, cu o populație de 47 de locuitori.